# Rete filoviaria di Trieste
La rete filoviaria di Trieste fu in esercizio nella città giuliana dal 1935 al 1975.

## Storia
La prima linea filoviaria della città di Trieste fu attivata nel 1935: si trattava della cosiddetta linea 12 dei Colli, da piazza Goldoni alla stazione di Campo Marzio tramite San Vito, a cui seguirono altre linee negli anni seguenti; nel 1942 erano in servizio tre linee: 4 (Piazza Goldoni - Piazza Foraggi), 10 Piazza della Borsa - San Cilino) e 12 (Piazza Goldoni - Campo Marzio).
La Seconda guerra mondiale colpì duramente i trasporti a Trieste: gran parte del materiale rotabile e degli impianti fu danneggiato all'interno del deposito del Broletto.
Il grande sviluppo della rete avvenne con il varo del nuovo piano di ristrutturazione della rete - abbreviato PRR, avvenuto il 1º gennaio 1952, che prevedeva la sostituzione delle linee tranviarie di difficile percorso plani-altimetrico con filovie e per linee a medio e grande traffico passeggeri e con elevata frequenza (ogni dieci minuti). Fu inoltre aperta la prima linea filoviaria interurbana triestina, da Largo Barriera a Muggia (numerata 20), nei pressi del confine iugoslavo, prevista inizialmente come linea extraurbana con alimentazione a 1200 V cc, realizzata però a 600 V. Per soddisfare le esigenze di servizio (a fine 1952 la rete si componeva di dodici linee, di cui due notturne) furono acquistati tra il 1951 e il 1952 46 nuovi filobus e si procedette in collaborazione con il Tecnomasio Italiano Brown Boveri ad ammodernare gli impianti elettrici esistenti e a costruire due nuove sottostazioni.
Il momento d'oro delle filovie terminò già alla fine degli anni '50, quando fu bloccata l'attivazione completa della nuova linea 21 (la palificazione era già stata installata) e furono soppresse le linee notturne; . Nel 1966 l'ACEGAT, allora gestore della rete, pianificò  la totale eliminazione di tram e filobus. Già alla fine degli anni '60 tutti i servizi serali e festivi erano svolti con autobus. Tra il 1972 e il 1973 avvenne il grosso delle soppressioni, ma l'ultima linea a sopravvivere, la 19 da Via Flavia alla Stazione Centrale, che ebbe un finale inaspettatamente prolungato. A settembre del 1973 venne sostituita da autobus, salvo parte delle corse del mattino che rimasero ancora filoviarie. Nonostante ciò nel corso del 1974 vennero effettuate importanti modifiche alla linea aerea, legate al nuovo piano del traffico cittadino, con installazione di nuovi bifilari in via Geppa e in via Raffineria. La completa soppressione doveva essere rinviata a causa dell'allargamento delle rete ACEGAT (che assorbì alcune linee urbane private) e alla mancata di fornitura di nuovi autobus, tanto che per alcuni mesi si ricorse massicciamente ai filobus (ma sempre solo nella punta del mattino, con 17 vetture circolanti). 
Il servizio filoviario fu temporaneamente sospeso il 12 aprile 1975 a causa di lavori e modifiche alla circolazione in Largo Barriera, che richiesero lo spostamento del bifilare per un centinaio di metri. Terminato rapidamente tale lavoro (nonostante alcune corse di prova sul percorso alternativo) il servizio filoviario non venne ripreso. Un anno dopo, a giugno 1976, il servizio filoviario (rimasto come riserva) fu definitivamente soppresso. Vennero ritirati i patentini e iniziò subito lo smantellamento della rete aerea nel centro città (in periferia lo smantellamento dei bifilari fu completato appena nel1982); i filobus residui furono tutti demoliti (negli anni precedenti in parte erano stati ceduti alla rete di Salerno).

## Linee
Alla chiusura della rete tutte le linee filoviarie diurne sono state sostituite da autolinee, mantenendo la numerazione esistente 
| Linea | Percorso originale                    | Inizio servizio | Note                                                                                   | Data chiusura * | Percorso finale                       |
| ----- | ------------------------------------- | --------------- | -------------------------------------------------------------------------------------- | --------------- | ------------------------------------- |
| 12    | P.zza Goldoni - Campo Marzio          | 1935            | Trasformata nel dopoguerra in "A", poi rinumerata "15" nel 1952                        | 1968            | P.zza S.Giovanni - Campo Marzio       |
| 10    | P.zza Ciano - San Cilino              | 1938            | Sostituisce tram "10", trasformata nel dopoguerra in "B", poi rinumerata "17" nel 1952 | 1968            | P.zza della Borsa - San Cilino        |
| 4     | P.zza Goldoni - Piazza Foraggi        | 1938            | Sostituisce tram "4", trasformata nel dopoguerra in "C", poi rinumerata "18" nel 1952  | 1963            | Via Verdi - Via Cumano                |
| D     | Portici di Chiozza - via Flavia       | 1949            | Rinumerata "19" nel 1952                                                               | 1975            | Stazione C.le - Via Flavia            |
| 1     | Stazione C.le - Valmaura              | 1952            | sostituisce tram "1"                                                                   | 1973            | Stazione C.le - Via Doda              |
| 5     | Roiano - P.zza Perugino               | 1952            | sostituisce tram "5"                                                                   | 1972            | invariato                             |
| 10    | Via Verdi - Valmaura                  | 1954            |                                                                                        | 1972            | P.zza della Borsa - Valmaura          |
| 11    | P.zza della Borsa - Rozzol            | 1952            | sostituisce tram "11"                                                                  | 1970            | Piazza della Borsa - Girone di Rozzol |
| 16    | P.zza Goldoni - C.pi Elisi            | 1952            |                                                                                        | 1968            | P.zza S.Giovanni - Campi Elisi        |
| 20    | L.go Barriera Vecchia - Muggia        | 1952            |                                                                                        | 1972            | invariato                             |
| 21    | L.go Barriera Vecchia - B.go S.Sergio | 1960            | in esercizio fino a Via Flavia (Dazio)                                                 | 1961            | invariato                             |
| 33    | P.zza Goldoni - Rozzol                | 1952            | Linea notturna                                                                         | 1958            | invariato                             |
| 34    | P.zza Goldoni - Via Flavia            | 1952            | Linea notturna                                                                         | 1958            | invariato                             |

In totale a Trieste prestarono servizio in totale ottantaquattro filobus, di cui ventisei a due assi e cinquantotto a tre assi; le prime cinque unità (numeri aziendali ACEGAT 601-605) furono ritirate dal servizio prima della consegna nel 1956 degli ultimi arrivi (numeri aziendali 754-758) (*):
| Numeri sociali | Anno      | Telaio           | Carrozzeria       | Equipaggiamento elettrico | Note |
| -------------- | --------- | ---------------- | ----------------- | ------------------------- | --- |
| 601-605        | 1935      | OM               | Miani & Silvestri | Marelli                   | filobus a 2 assi, accantonati negli anni cinquanta |
| 606-610        | 1938      | Alfa Romeo 85AF  | Macchi            | Marelli                   | filobus a 2 assi, accantonati nel 1963 |
| 611-620        | 1941      | Alfa Romeo 800AF | Garavini          | Marelli                   | filobus a 2 assi, accantonati nel 1968 |
| 701-707        | 1949      | Alfa Romeo 140AF | SIAI Marchetti    | Marelli                   | filobus a 3 assi, potenza 125 CV, posti totali 103+2 servizio, accantonati nel 1968                                                                             |
| 708-709        | 1951      | Fiat 672F/212    | Stanga            | TIBB                      | filobus a 3 assi, accantonati nel 1968 |
| 710-727        | 1951      | Alfa Romeo 140AF | Stanga            | TIBB                      | filobus a 3 assi, potenza 156 CV, posti totali 101+2 servizio, 1 unità venduta nel 1973 alla rete di Salerno, le rimanenti accantonate nei primi anni settanta  |
| 621-626        | 1952      | Alfa Romeo 900AF | CRDA              | TIBB                      | filobus a 2 assi, potenza 156 CV, venduti nel 1971 alla rete di Salerno                                                                                         |
| 728-758        | 1952-1956 | Alfa Romeo 140AF | CRDA              | TIBB                      | filobus a 3 assi, potenza CV 156, posti totali 101+2 servizio, 18 unità vendute nel 1973 alla rete di Salerno, le rimanenti accantonate nei primi anni settanta |

## Infrastrutture
La rete aerea bifilare raggiunse nel 1961 la sua massima estensione, con circa 80 km di bifilare sotto i quali operavano dieci linee urbane (numerate 1, 5, 10, 11, 15, 16, 17, 18, 19 e 21) e quella extraurbana (linea 20); erano inoltre presenti collegamenti di servizio fra i depositi filoviari di San Sabba e del Broletto e le linee filoviarie, nonché alcuni cappi di ritorno per servizi limitati e accostamenti di servizio costituiti da tratti di linea non collegati da scambi, per accedere ai quali le aste di captazione dovevano essere posizionate manualmente.
La rete aerea era sostenuta da millenovecentotrentacinque pali, parte dei quali in cemento armato.
Erano presenti quarantuno scambi automatici, comandati dal conducente del filobus tramite un comando a distanza "a lancio di corrente", e novantasette fra scambi tallonabili e scambi ad azionamento manuale, uno dei quali posto all'inizio della galleria Sandrinelli, che conduceva al deposito del Broletto.
La linea bifilare in città era del tipo a sospensione trasversale con i conduttori elettrici in rame isolati mediante isolatori a porcellana inglobati in strutture metalliche sospesi mediante cavi di ammarraggio in acciaio ancorati alle facciate dei palazzi prospicienti la via o ai pali di sostegno, a loro volta isolati da elementi in porcellana.
Nei tratti di più recente costruzione la sospensione era con mensole sospese a pali in ferro (talora posati nello spartitraffico come attuato per le linee 19 e 20) e conduttori sostenuti da pendini ed isolatori tramite sospensione elastica del costruttore Kummler & Matter.
Nei tratti a sospensione trasversale la lunghezza media delle campate era di circa 25 metri mentre nei tratti a sospensione elastica la lunghezza media delle campate era di 35 metri; particolare attenzione era stata posta nella tesatura del bifilare, in considerazione della presenza del vento di bora, con raffiche di oltre 130 km/ora.
I due conduttori elettrici del bifilare erano distanti fra loro circa 60 cm e la loro altezza da terra era di 6 metri, ridotta nei sottopassi e nelle gallerie; erano presenti sezionamenti elettrici e collegamenti equipotenziali (talora comuni al filo di contatto della rete tranviaria) per ridurre le cadute di tensione.
L'alimentazione elettrica della rete filotranviaria era fornita da sei sottostazioni elettriche con una potenza complessiva di 12.800 kW alla tensione nominale di 600 volt in corrente continua.
Le sottostazioni di via dei Gelsomini, via Stoppani, viale Ippodromo, del deposito del Broletto e di via Flavia di Aquilinia erano alimentate a corrente alternata trifase a 26 kV, mentre quella di via Flavia era alimentata a 10,5 kV. La maggior parte dei gruppi mutatori, realizzati con raddrizzatori a vapori di mercurio a 6 o 12 anodi con raffreddamento ad acqua o aria soffiata, erano forniti dal TIBB.
La sottostazione di via Flavia di Aquilinia (in località Aquilinia del comune di Muggia), trovandosi sullo sbalzo di estremità della linea 20 Trieste-Muggia, era stata progettata e costruita totalmente automatica ed impresenziata e risultava telecomandabile da quella di via Flavia; era dotata di tre mutatori da 300 kW ad inserzione programmata e ciclica secondo un orario prestabilito ed aveva due linee partenti automatiche e protette da cortocircuiti con riarmo automatico in sicurezza.